# Red Bull Paper Wings
Red Bull Paper Wings er et verdensmesterskab i papirfly, som afholdes af Red Bull under reglerne udviklet af Paper Aircraft Association. Konkurrencen blev første gang afholdt i 2006. Der er kvalificerings runder i de forskellige lande som kommer med til finalen i Østrig.
De sidste to events i Danmark fandt sted i 2019 og 2022. Den sidste runde af konkurrencen finder sted i Red Bull's Hangar 7 i Salzburg, Østrig, og overvåges af Guinness Book of World Records embedsmænd.
Konkurrencen kårer mestre i tre kategorier: Længde, Luft tid og kunstflyvning.

## Events (Danmark)

### 2019
Afholdte på DTU i Lyngby

#### Længst i distance[2]
1. Mikkel Wittekind - 22,00 M
2. Julian B - 16,84 M
3. Alex G - 15,09 M

#### Tid i luften[2]
1. Benjamin D - 7,31 Sek
2. Holger Warncke - 6,33 Sek
3. Frederik Thorsen - 4,22 Sek

### 2022
Afholdte på pressen

#### Længst i distance[3]
1. Mikkel Wittekind - 32,57 M
2. Nikolaj M - 30,44 M
3. Simon G - 21,74 M

#### Tid i luften[3]
1. Mads N - 5,13 Sek
2. William G - 5,07 Sek
3. Ollie Elmgreen - 5,06 Sek

## Eksterne links
- Konkurrencens hjemmeside